# Прогноз.ССВ
Прогноз. ССВ — программный продукт, разрабатываемый компанией «РИО-Софт», ориентированный на комплаенс-контроль деятельности коммерческого банка (контроль соблюдения требований и рекомендаций регулятора и законодательства, класс Compliance в соответствии с терминологией GRC). Первоначальным автором продукта является компания «Прогноз». В декабре 2016 г. разработчики продукта выделились в отдельную компанию — ООО «РИО-Софт», получившую также статус эксклюзивного дистрибьютера продукта.
Появление продукта тесно связано с начавшимся с 2004 года процессом вступления российских банков в систему страхования вкладов, курируемым Банком России и Агентством по страхованию вкладов. Аналогичное ПО разработки «Прогноза» также поставляется и в Банк России.
Продукт ориентирован только на российский рынок. Поставки продукта в коммерческие банки начались в 2006 г.
Первоначально, продукт был предназначен для расчета показателей финансовой устойчивости в соответствии с Указанием Банка России № 1379-У «Об оценке финансовой устойчивости банка в целях признания её достаточной для участия в системе страхования вкладов». Методика оценки финансовой устойчивости банка, представленная в Указании 1379-У, по сути, является аналогом рейтинговой системы оценки банков CAMELS. Алгоритмы расчета показателей, с некоторой задержкой, публикуются на сайте Банка России. Начиная с отчетности на 01.09.2014, алгоритмы расчета показателей финансовой устойчивости были актуализированы в соответствии с новым указанием Банка России № 3277-У.
Со временем, базовая функциональность продукта была расширена рядом дополнительных модулей.

## Модули системы
Дополнительные модули системы расширяют функциональность базовой части (в порядке хронологии появления):
- Модуль прогнозирования
- Модуль оценки базовых рисков
- Модуль «Оценка деятельности банка»
- Модуль «Информация для руководства и публикации»
- Модуль стресс-тестирования
- Модуль «Индикаторы 69-Т»

### Модуль прогнозирования
Модуль был представлен в феврале 2007 г. в рамках версии 2.3.0. Дает возможность оценить перспективное финансовое положение банка на основе оценки агрегированных показателей деятельности за предшествующий период и моделирования тенденций развития, в том числе с учётом пользовательских сценариев.

### Модуль оценки базовых рисков
Модуль был представлен в сентябре 2007 г. в рамках версии 2.6.0. Предназначен для формирования экспертной оценки кредитного, рыночного рисков, риска ликвидности на основе анализа нормативов и их составляющих; проведения анализа характера и динамики изменения нормативов, оценки опасности невыполнения нормативов и близости их к лимитам.

### Модуль «Оценка деятельности банка»
Модуль был представлен в сентябре 2008 г. в рамках версии 3.0.0. Позволяет оценить экономическое положение банка и определить классификационную группу кредитной организации в соответствии с Указанием Банка России № 2005-У «Об оценке экономического положения банков».

### Модуль «Информация для руководства и публикации»
Модуль был представлен в сентябре 2011 г. в рамках версии 3.2.2. Модуль включает отчет «Финансовый отчет. Информация для руководства и публикации», позволяющий подготовить отчет о ключевых показателях деятельности банка для передачи руководству или публикации. Также отчет может быть полезен в качестве исходного материала для создания более комплексных аналитических отчетов.

### Модуль стресс-тестирования
Модуль был представлен в марте 2012 г. в рамках версии 3.2.8

. Модуль позволяет провести оценку убытков и финансового состояния банка после воздействия стрессовых событий с использованием макроэкономической и имитационной балансовой моделей, а также выполнить анализ способности банка противостоять стрессовым событиям. При реализации моделей стресс-тестирования использовался опыт совместных работ компании «Прогноз» с Банком России в области стресс-тестирования банковской системы
. Используемые модели соответствуют рекомендациям Банка России, приведенным в письме Банка России от 29.12.2012 № 193-Т
.

### Модуль «Индикаторы 69-Т»
Модуль был представлен в июне 2013 г. в рамках версии 3.3.6.
В соответствии с письмом Банка России от 15.04.2013 № 69-Т «О неотложных мерах оперативного надзорного регулирования» регулятор вводит дополнительный мониторинг деятельности банков в разрезе ряда специфичных операций и ситуаций, таких как:
- Существенный рост вложений в инструменты
- Существенное увеличение остатков на счетах и во вкладах физ. лиц
- Существенное изменение структуры баланса
- Остатки в кассе составляют существенный удельный вес в активах
- Существенный объём операций и рост остатков по векселям
- и др.

Модуль «Индикаторы 69-Т» позволяет провести расчеты показателей и индикаторов 69-Т, предоставляя необходимый уровень детализации и расшифровки алгоритмов расчета.

## Техническая информация
Система выполнена в архитектуре клиент-сервер на базе собственной технологической платформы АК "Прогноз" 3. Поддерживается до 10 рабочих мест с доступом к общей БД. Дистрибутив системы содержит СУБД Microsoft SQL Server 2005 Express Edition или Microsoft SQL Server 2008 R2 Express Edition. При необходимости, система может быть развернута на выделенном сервере Microsoft SQL Server 2005 и выше. Загрузка входной информации в систему производится из файлов для передачи банковской отчетности форматов КЛИКО и ПТК ПСД.

## Распространение
Прогноз. ССВ используется в более чем 100 российских коммерческих банках. Среди пользователей системы есть как крупные банки, такие как ВТБ, ВТБ 24, Россельхозбанк, МДМ Банк, так и небольшие региональные банки.

## Аналоги
Полных аналогов продукта не существует, однако, некоторые из функций, реализованные в Прогноз. ССВ, в частности, расчет показателей финансовой устойчивости по 1379-У и 2005-У реализованы в некоторых АБС, а также, например, в ПК «ФРМ» и ПК «ОФО-Банк» производства компании ИНЭК.

## Лицензирование
Проприетарное ПО.